# Moreno Longo
Moreno Longo, né le 14 février 1976 à Grugliasco en Italie, est un entraîneur de football italien, et ancien joueur de football qui évoluait au poste de défenseur dans plusieurs clubs italiens.

## Biographie
Après des débuts dans le club amateur de Lascaris, il rejoint à 11 ans le club du Torino FC, avec lequel il fait ses débuts en Serie A lors de l'année 1994 à l'occasion d'un match face au Milan AC.
Il totalise 13 matchs en Serie A et 114 rencontres en Serie B.

## Palmarès

### En club

#### Joueur
|  |  | Torino FC - Tournoi de Viareggio - Champion : 1995 |

#### Entraîneur
|  |  | Torino FC - Primavera - Champion : 2014-2015 - Supercoppa Primavera - Champion : 2015 |